# Die Firma (gruppo musicale rock)
I Die Firma sono stati un gruppo rock della scena underground di Berlino Est. Fondato nel 1983 (quando ancora vi era la RDT) il gruppo si ritrova presto durante la contestazione del regime di Erich Honecker. 
Il gruppo si scioglierà nel 1993, quando dopo la caduta del muro di Berlino, si scoprirà che due membri della band collaboravano con lo Stasi dandogli informazioni sui loro parenti; questo ha senza dubbio contribuito allo scioglimento del gruppo. I due componenti Paul Landers e Christoph Schneider diventeranno in seguito chitarrista e batterista dei Rammstein.

## Formazione
- Frank Troger - voce
- Faren Matern - chitarra
- Paul Landers - chitarra
- Christoph Schneider - batteria

## Discografia
- 1990 - Die letzten Tage von Pompeji
- 1993 - Kinder der Maschinenrepublik